# ناحیه یاس‌برنی
ناحیهٔ یاس‌بِرِنْیْ (به مجاری: Jászberényi járás) یک ناحیه در مجارستان است که در یاس-نادی‌کون-سولنوک واقع شده‌است. ناحیهٔ یاس‌برنی ۶۱۷٫۰۱ کیلومتر مربع مساحت و ۵۱٬۲۷۴ نفر جمعیت دارد.